# Che bella giornata (album)
Che bella giornata è il quarto album pubblicato dal cantautore e cabarettista pugliese Checco Zalone. Contiene la colonna sonora dell'omonimo film del 2011 che ha per protagonista lo stesso Checco.

## Tracce
1. L'amore non ha religione – 3:05
2. Se mi aggiungerai – 4:14

Durata totale: 7:19